# ソ連運輸省ER2T形電車
ER2T形（ロシア語: ЭР2Т）は、ソ連運輸通信省（ロシア語: МПС СССР、Министерство путей сообщения СССР）が1987年から導入した直流電化区間用電車（エレクトリーチカ）である。この項目では関連する他形式についても記す。

## 概要
1979年から1987年まで、ソ連国鉄では回生ブレーキを搭載した直流区間用電車・ER2R形が製造されていたが、故障が相次ぎ信頼性が低下していた事から改良型として設計、製造が行われたのがER2T形である。形式の「T」は、回生ブレーキ（рекуперативно-реостатное торможение）を意味する。
故障が相次いだER2R形から機器や回路を改良し、電源コンタクタや変換器をより強力なものに置き換えている。また1992年以降に製造された車両は、リガ電子機器製造工場（Рижским электромашиностроительным заводом）で開発された装置を搭載しており、回生ブレーキ使用時の電力回収の効率化や装置の単純化が図られ、より広範囲で回生制動を行うことが可能となった。
当初は郊外輸送の需要増加に伴い、全長を既存の車両の19.6mから21.5mに延長したER24形（ЭР24）としての製造が予定されていたが、最終的に1984年まで製造が行われていたER2形と同一の車体全長を持つER2T形として製造される事になった経緯を持つ。そのため車体はER2形やER2R形と同型だが、機器の一部が床上に設置されており、座席数が減少している。
1987年から製造が始まり、1991年のソビエト連邦の崩壊後もラトビア国鉄などに向けて2003年まで製造が続けられた。その中で1990年には試験的に空調装置を搭載した編成（7180～7185編成）も製造されキエフ近郊に導入されたものの営業運転で空調が稼働した事はない。なお、製造された車両のうち4/5はソ連崩壊前に作られたものである。

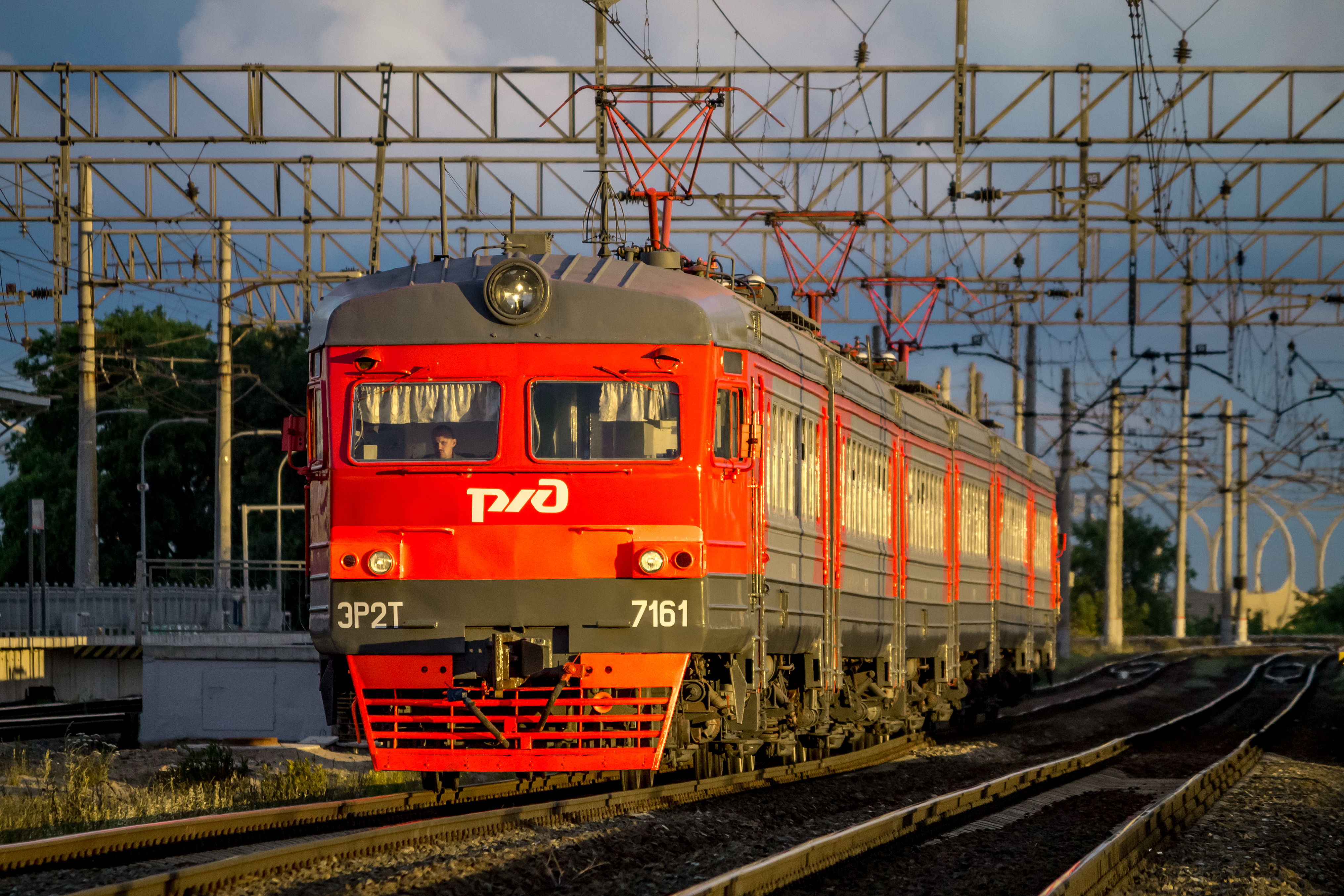
ロシア鉄道塗装
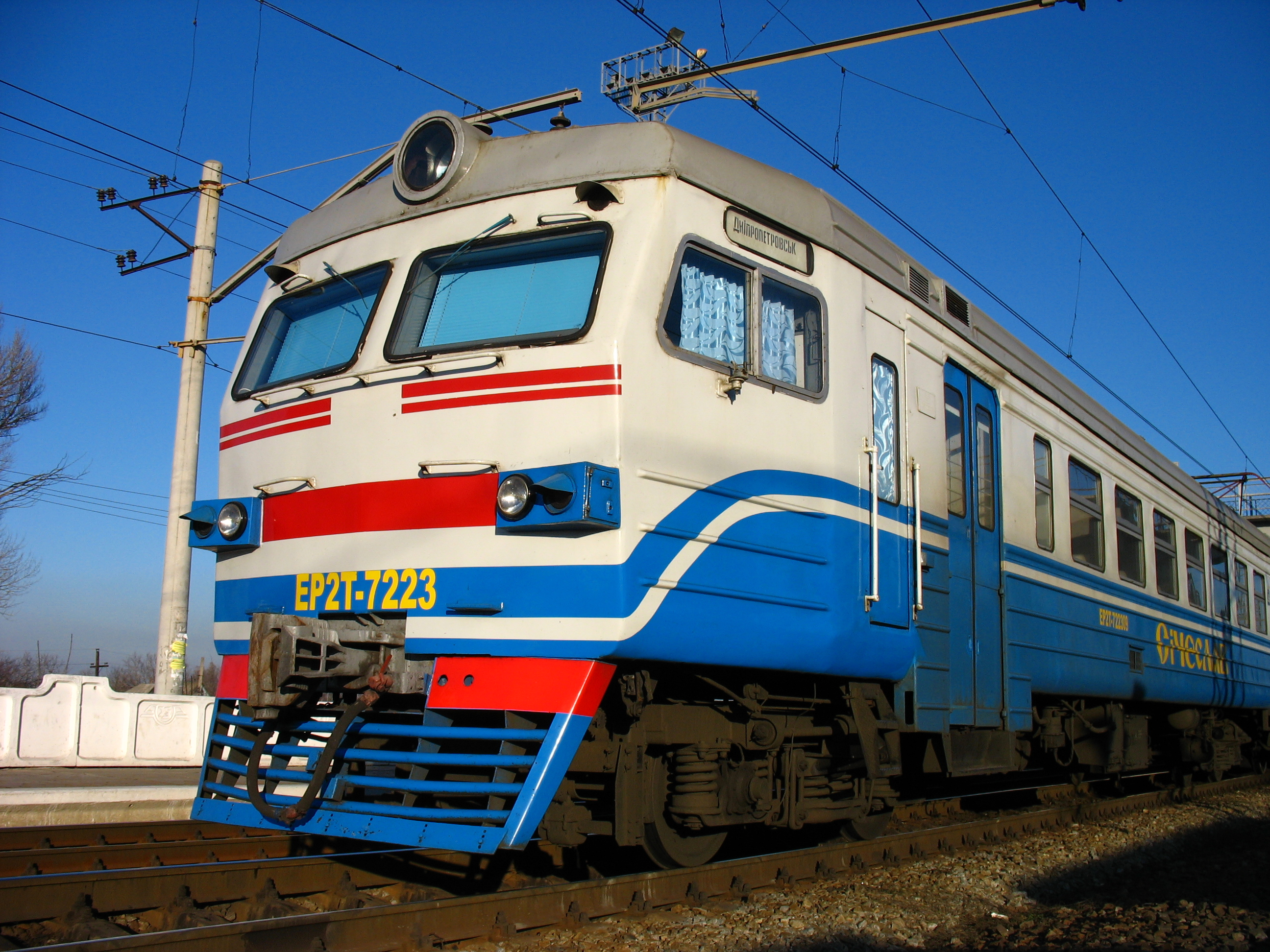
ウクライナ鉄道塗装
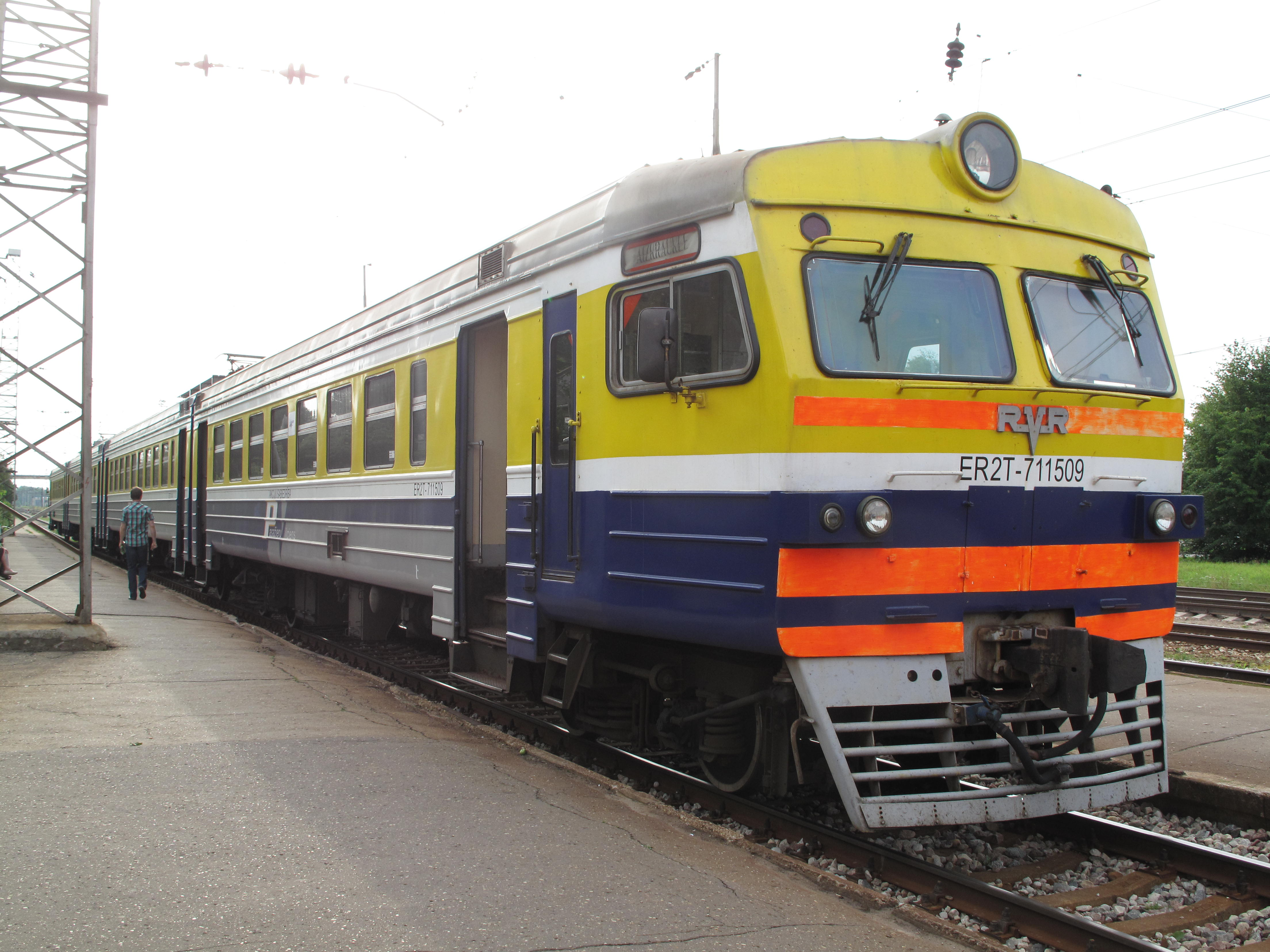
ラトビア国鉄塗装
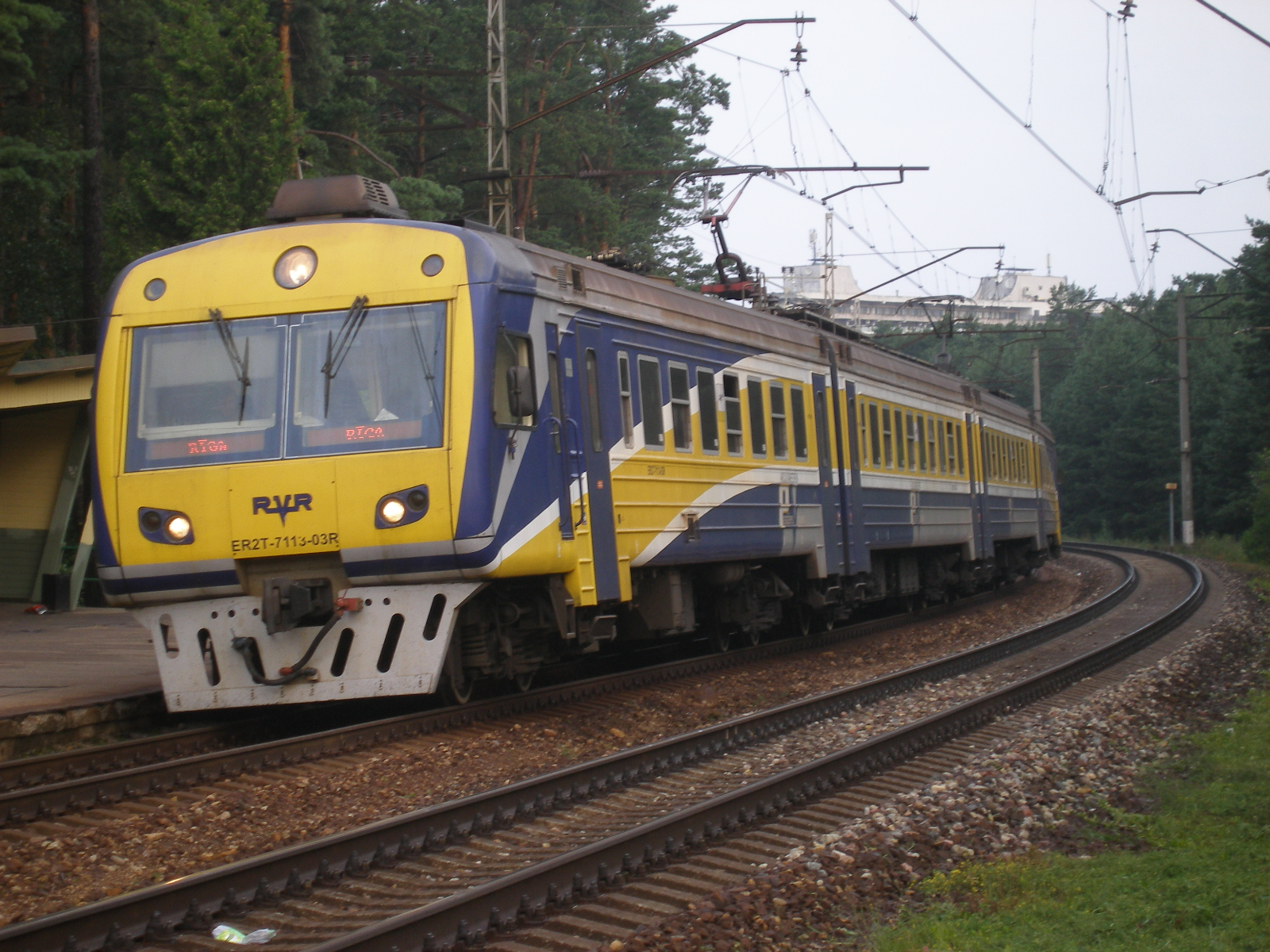
ラトビア国鉄所属の車両にはリニューアル工事も行われている

### 形式
形式名の「ER2T」（ЭР2Т）とは別に、62-297と言う形式番号が与えられていた他、車種によって以下の形式番号が付けられている。
- 62-298 - 中間電動車(Мп)。日本国有鉄道における電車の形式称号で言う「モハ」に該当する。
- 62-299 - 制御車(Пг)。「クハ」に該当。
- 62-300 - 付随車(Пп)。「サハ」に該当。

## 関連形式

### ET2形（ЭТ2）
ソビエト連邦の崩壊後の1993年から、ロシア連邦のトルジョーク車両工場で製造が行われた電車。初期の車両は座席の形状以外ER2T形とほぼ同型であったが、1999年2月に製造された6両編成のET2L形（ЭТ2Л）は優等車両や半室ビュッフェを組み込み、内装もテーブル付きの柔らかい座席を備えている。また同年から2010年にかけて製造されたET2M形（ЭТ2М）は傾斜や前照灯など前面部の形状が変更されている他、1998年から1999年にかけてはER2R形やER2T形とも編成を組むことができる増結用先頭車であるET2R形（ЭТ2Р）も製造された。
一方、1999年にはVVVFインバータ制御など各種の新技術を搭載した試作車であるET2A形（ЭТ2А）が製造され、各種の試験運転が実施された。量産には至らなかったものの、そこで得られたデータの一部はET2M形の設計に活かされている。

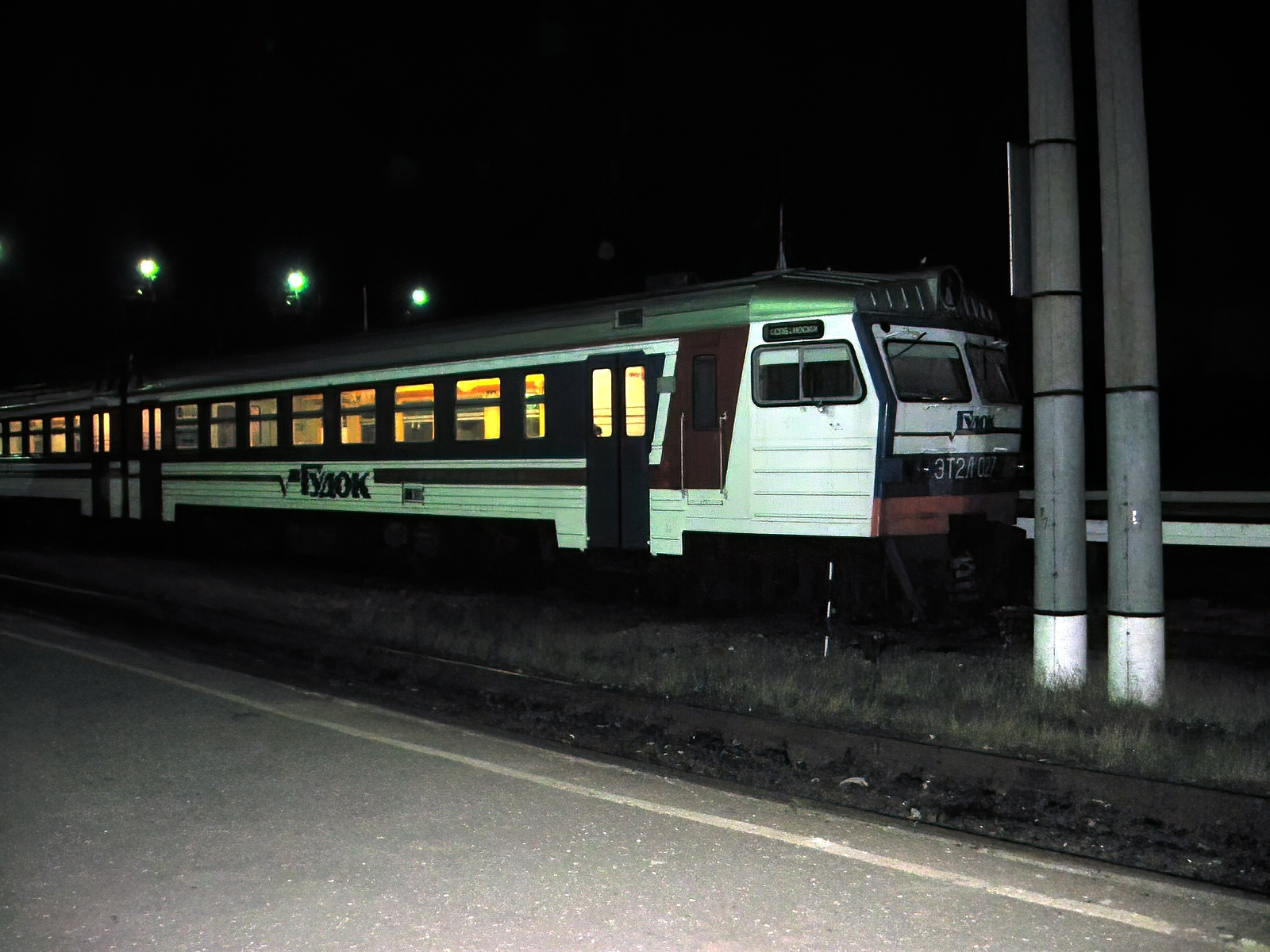
ET2L形
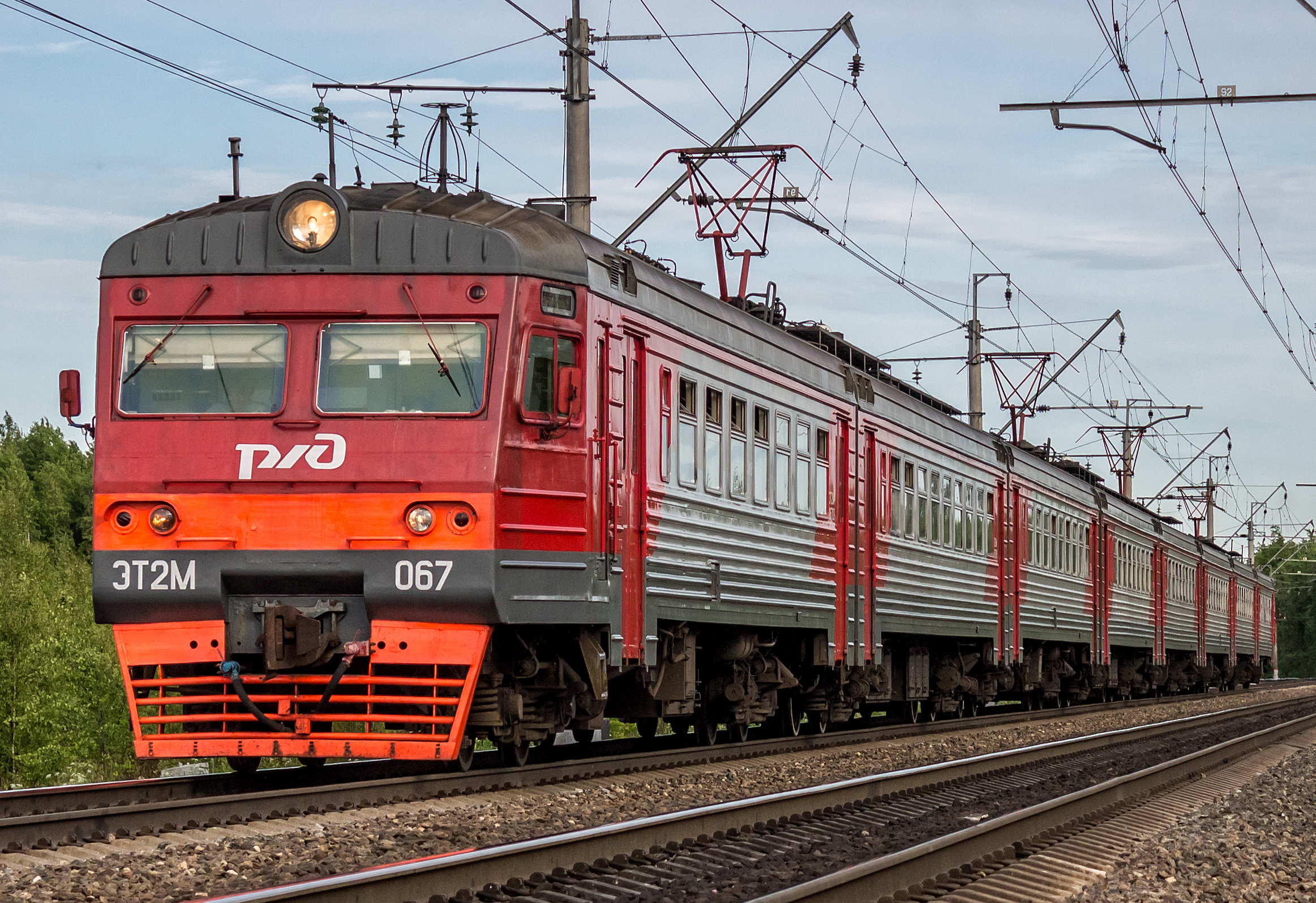
ET2M形
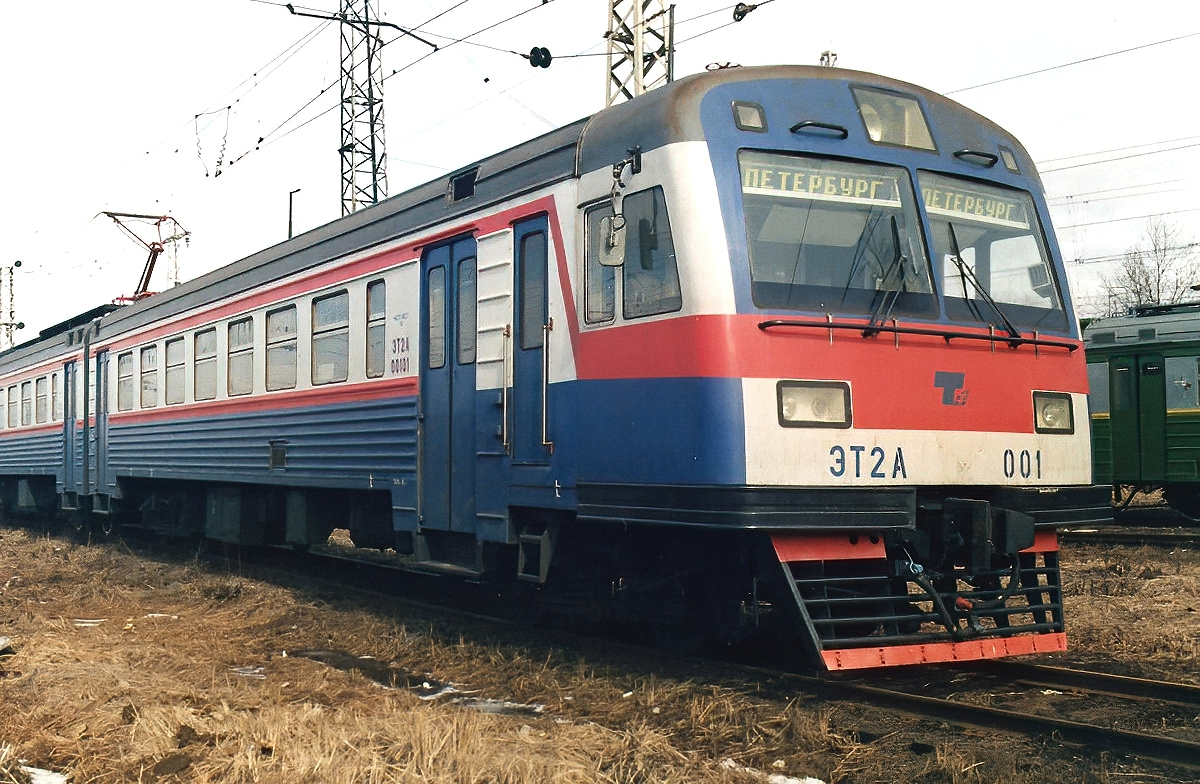
ET2A形
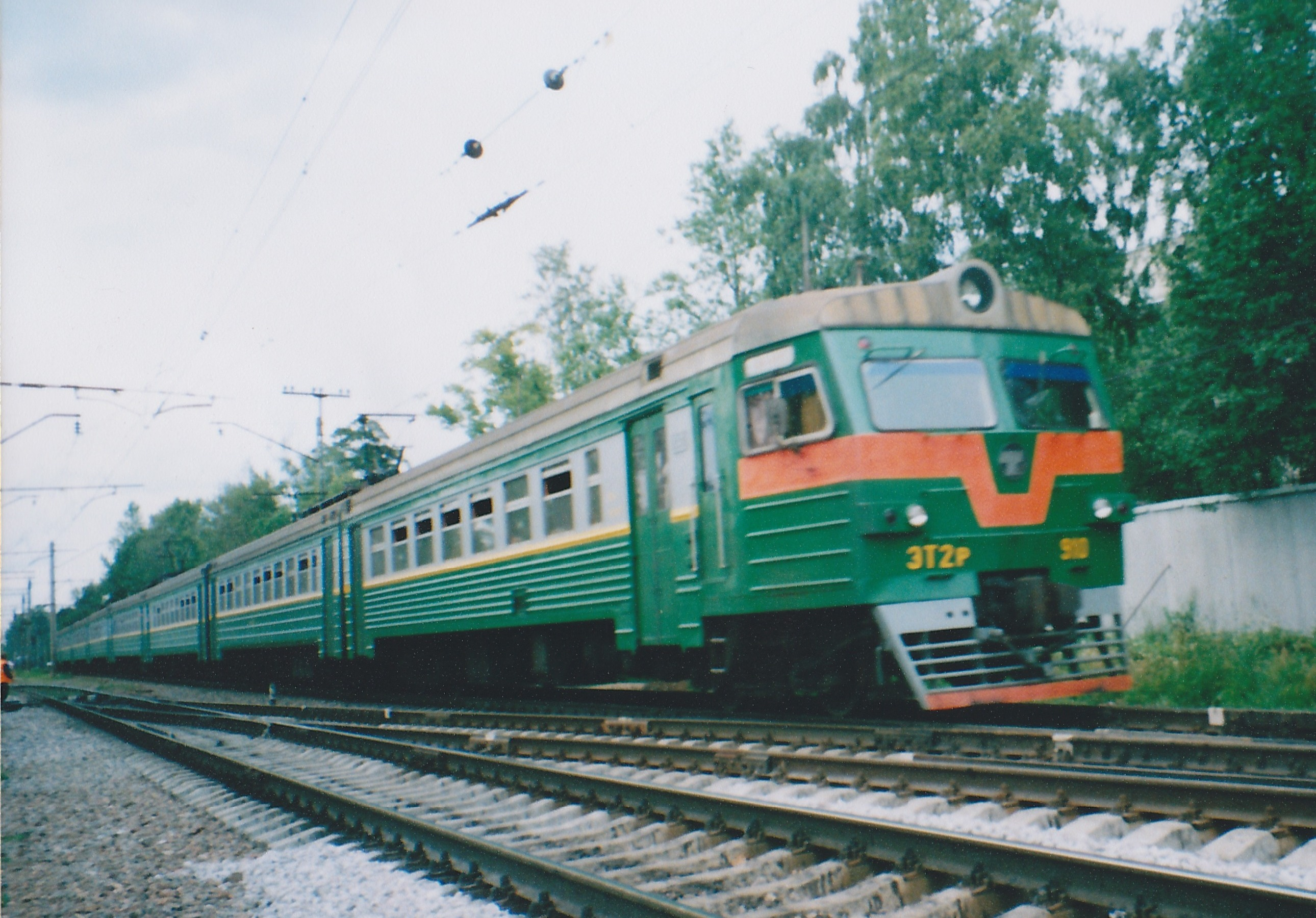
ET2R形（先頭車）

### ED2T形（ЭД2Т）
1993年からロシア連邦のデミホヴォ機械製造工場で製造が行われた電車。機器はER2T形と同様のものを使用しているが、計画段階で中断していたER24形の計画を受け継ぎ、車体全長が21.5mに延びている。初期の編成については既存のER2T形の電動中間車との混結であったが、1994年以降に製造された編成以降は全車両ともデミホヴォ機械製造工場による新製車両となった。ただし一部の電装部品についてはリガ電子機器製造工場から輸入したものを使用している。
2004年まで製造が行われ、以降の増備は部品の国産化が行われたED4形へ移行している。
なお、デミホヴォ機械製造工場はソ連時代に軽便鉄道向けの車両やダンプカーなどを専門に生産していたが、1980年代前半から電車の製造が計画され始め、1991年のソビエト連邦の崩壊によりそれまでソ連各地に向けて電車の製造を行っていたリガ車両製作工場がラトビアの鉄道車両メーカーになった事を機にロシア連邦向けに本格的な電車の生産を行う事になった経緯を持つ。

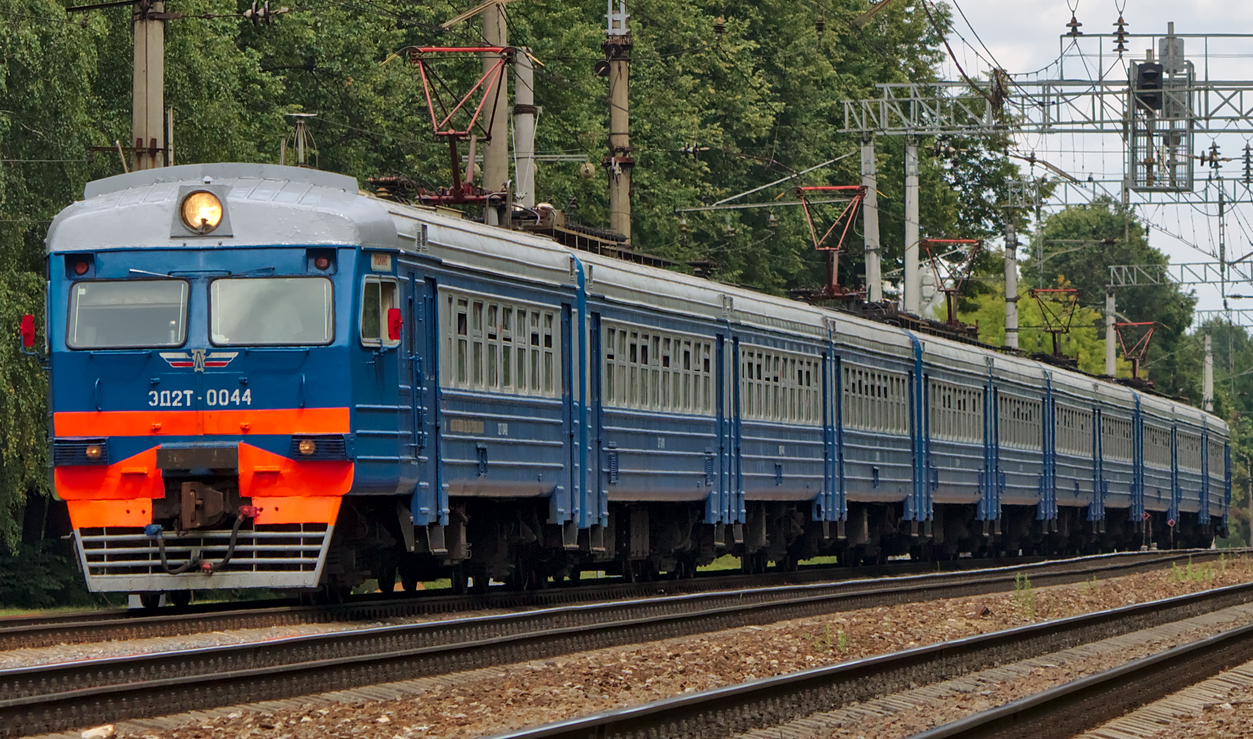
ED2T-0044編成
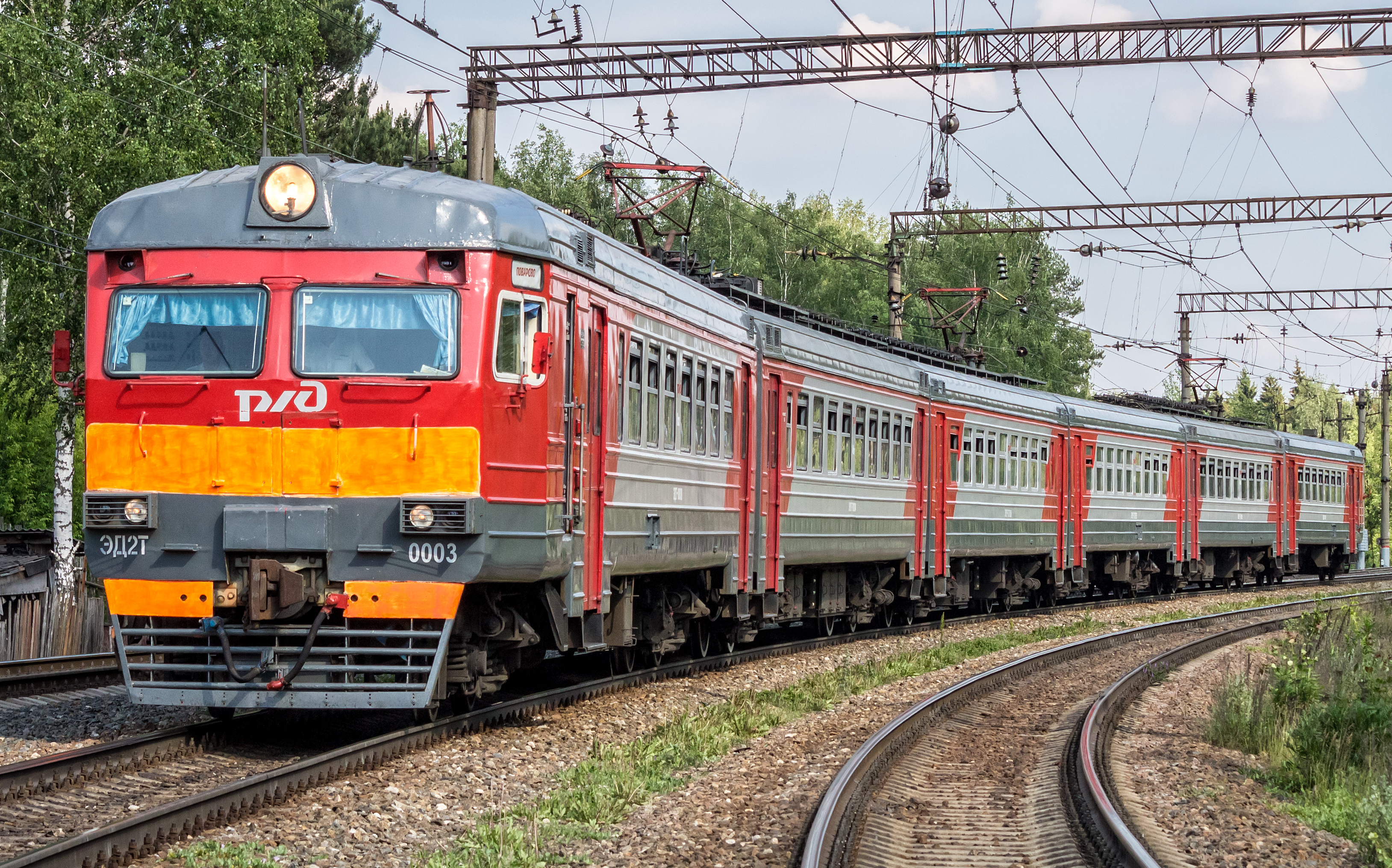
ED2T-0003編成
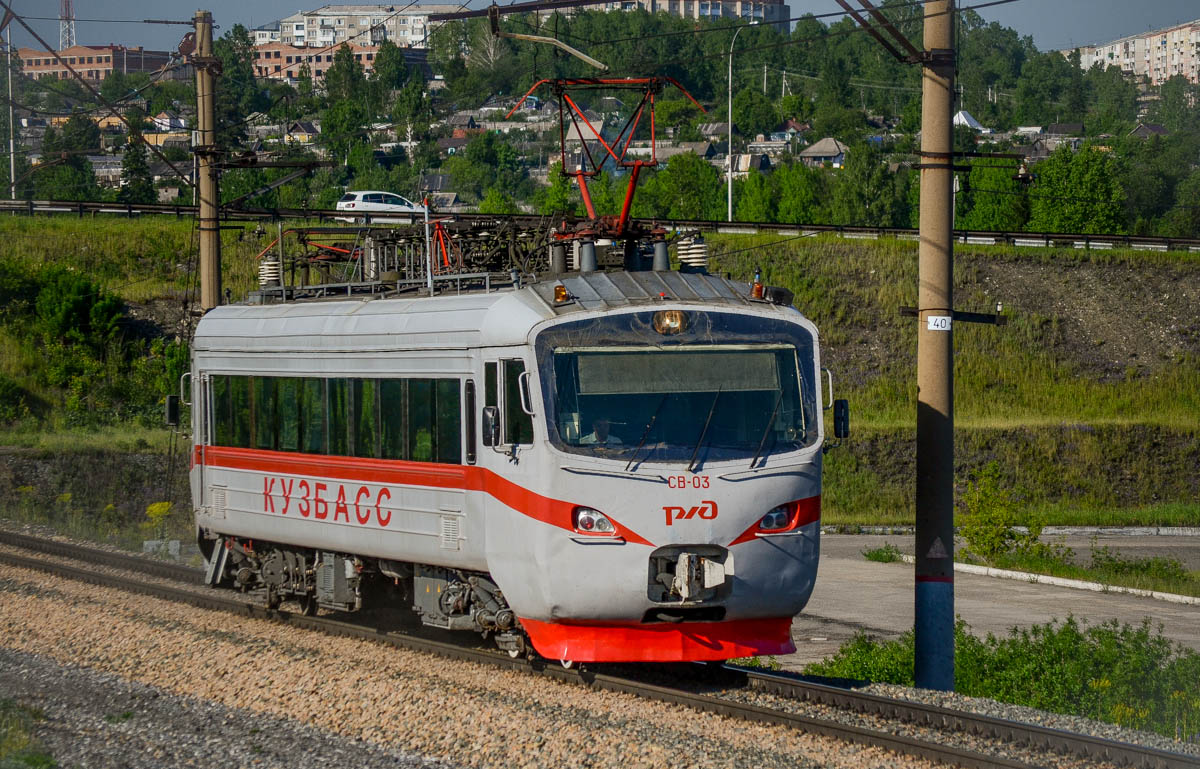
一部は事業用車への改造が行われた（SV-3N形）